# Mimudea sylvialis
Mimudea sylvialis là một loài bướm đêm trong họ Crambidae.